# Luis Gonzaga Pons
Luis Gonzaga Pons y Enrich (Manresa, 2 de febrero de 1844 - Barcelona, 1921) fue un empresario y político de Cataluña, España, hijo del empresario José Pons y Enrich. Junto con él fue uno de los impulsores de la Colonia Pons de Puigreig, viviendas para trabajadores de su fábrica construidas entre 1875 y 1890, basadas en una concepción paternalista de las relaciones entre empresarios y trabajadores. Fue diputado al Congreso por el distrito electoral de Berga en las elecciones generales de 1901 y 1905. En 1910 fue nombrado senador. A su muerte dejó disposiciones testamentarias que facilitaran el mantenimiento de la Colonia, la creación de escuelas y un lugar de culto religioso.